# Heimdal (Dakota del Nord)
Heimdal è un census-designated place (CDP) degli Stati Uniti d'America, situato nello Stato del Dakota del Nord, nella contea di Wells. Secondo il censimento del 2020 gli abitanti di Heimdal ammontavano a 16.